# 장근석
장근석(張根碩, 1987년 9월 26일 ~ )은 대한민국의 배우이자 가수이다.

## 데뷔
- 1993년 지인의 권유를 계기로 7살에 아동복 카달로그 모델로 데뷔하였다.
- 연기 데뷔작은 11살 때 1997년 케이블채널 HBS 가족시트콤 《행복도 팝니다》이다.

## 학력
- 서울동의초등학교 (졸업)
- 광장중학교 (졸업)
- 방산고등학교 (졸업)
- 한양대학교 연극영화학과 (학사)

## 출연작

### 필모그래피
| 연도          | 종류   | 방송사       | 제목                         | 역할                          | 비고      |
| ------------- | ------ | ------------ | ---------------------------- | ----------------------------- | --------- |
| 1997년        | 드라마 | HBS 현대방송 | 행복도 팝니다                | 수동 역                       | 데뷔작    |
| 1998년        | 드라마 | SBS          | 포옹                         | 원주 역                       | 88부작    |
| 1999년        | 드라마 | SBS          | 만남                         | 지원 역                       |           |
| 1999년        | 드라마 | KBS          | 누룽지 선생과 감자 일곱개    | 윤성 역                       | 114부작   |
| 2001년        | 드라마 | KBS          | 어린이 드라마 요정 컴미      | 오명석 역                     | 476부작   |
| 2001년        | 드라마 | MBC          | 네 자매 이야기               | 영훈 역                       | 20부작    |
| 2001년~2002년 | 드라마 | SBS          | 여인천하                     | 정렴 역                       | 150부작   |
| 2002년        | 드라마 | EBS          | 내 인생의 럭키텐             | 지훈 역                       |           |
| 2002년        | 드라마 | SBS          | 청춘시트콤 오렌지            | 장근석 역                     | 72부작    |
| 2002년~2003년 | 드라마 | SBS          | 대망                         | 박시영 아역                   | 26부작    |
| 2003년        | 드라마 | KBS          | 드라마시티 부엉이박물관      | 이정우 역                     | 1부작     |
| 2003년~2004년 | 드라마 | MBC          | 청춘시트콤 논스톱 4          | 장근석 역                     | 248부작   |
| 2005년        | 드라마 | SBS          | 프라하의 연인                | 윤건희 역                     | 18부작    |
| 2006년        | 드라마 | 투니버스     | 에일리언 샘                  | 봉샘(럭셔리우스 왕자) 역      | 26부작    |
| 2006년        | 영화   | 영화         | 착신아리 파이널              | 안진우 역                     |           |
| 2006년        | 드라마 | KBS          | 황진이                       | 김은호 역                     | 24부작(9) |
| 2007년        | 영화   | 영화         | 즐거운 인생                  | 박현준 역                     |           |
| 2008년        | 영화   | 영화         | 기다리다 미쳐                | 박원재 역                     |           |
| 2008년        | 드라마 | KBS          | 쾌도 홍길동                  | 이창휘 역                     | 24부작    |
| 2008년        | 영화   | 영화         | 도레미파솔라시도             | 신은규 역                     |           |
| 2008년        | 영화   | 영화         | 아기와 나                    | 한준수 역                     |           |
| 2008년        | 드라마 | MBC          | 베토벤 바이러스              | 강건우 역                     | 18부작    |
| 2009년        | 영화   | 영화         | 이태원 살인사건              | 로버트 J 피어슨 역            |           |
| 2009년        | 드라마 | SBS          | 미남이시네요                 | 황태경 역                     | 16부작    |
| 2010년        | 드라마 | KBS          | 매리는 외박중                | 강무결 역                     | 16부작    |
| 2011년        | 드라마 | TBS          | 미남이시네요                 | 본인 역                       | 11부작    |
| 2011년        | 영화   | 영화         | 너는 펫                      | 강인호 역                     |           |
| 2012년        | 드라마 | KBS          | 사랑비                       | 70년대 서인하, 2012년 서준 역 | 20부작    |
| 2013년~2014년 | 드라마 | KBS          | 예쁜 남자                    | 독고마테 역                   | 16부작    |
| 2016년        | 드라마 | SBS          | 대박                         | 백대길 역                     | 24부작    |
| 2018년        | 드라마 | tvN          | 화유기                       | 공작 역                       | 특별출연  |
| 2018년        | 영화   | 영화         | 인간, 공간, 시간 그리고 인간 | 아담 역                       |           |
| 2018년        | 드라마 | SBS          | 스위치 - 세상을 바꿔라       | 사도찬 / 백준수 역            | 32부작    |
| 2023년        | 드라마 | 쿠팡플레이   | 미끼                         | 구도한 역                     | 12부작    |

## 그외 출연

### 뮤지컬
- 2005년 《헤라클레스》
- 2004년 《테세우스》

### 더빙
- 2003년 영화 《보물성》 - 짐 호킨스 역
- 2008년 영화 《니코》 - 니코 역

### 교양
- 1998년 KBS2 《TV는 사랑을 싣고》 - 이훈 역
- 2024년 TV CHOSUN 《식객 허영만의 백반기행》 - 게스트 (236회)

### 뮤직비디오
- 2008년 〈Black Engine〉
- 2009년 〈Touch Holic〉
- 2009년 〈Just Drag〉
- 2010년 〈Magic Drag〉
- 2011년 〈Let Me Cry〉, 〈GOTTA GETCHA〉
- 2012년 〈Crazy Crazy Crazy〉,〈Abracadabra〉,〈Rain〉
- 2013년 〈Nature Boy〉,〈Indian Summer〉,〈Feel The Beat〉,〈What is Your Name〉
- 2014년 〈Raining On The Dance Floor〉,〈Take Me〉
- 2015년 〈Sunshine ひだまり〉
- 2016년 〈Darling Darling〉,〈Endless Summer〉,〈I Want To Hug You 抱きしめたい〉,〈Like A Zombie〉
- 2017년 〈Voyage〉

### 진행(MC·DJ)
- 2001~2002년 SBS 생방송 인기가요 VJ
- 2002~2003년 KMTV ADD M/V (애드뮤비) VJ
- 2002~2004년 SK텔레콤 전국 스타팅 콘서트 MC
- 2004~2005년 SBS 파워 FM 107.7 장근석의 영스트리트 DJ
- 2004~2005년 YTN 장근석의 뺀질뺀질 MC
- 2005년 SK텔레콤 멜론콘서트 MC
- 2005년 DMB TV 생방송 What's up MC
- 2005년 DMB TV 생방송 여섯시&채널블루 MC
- 2005년 DMB TV 생방송 목요일은 연애중 MC
- 2005년 MBC 토요일 순정만화 MC
- 2005년 한일 합동 쓰나미 구호 자선콘서트 MC
- 2005~2006년 SBS TV박스오피스 장근석의 신작코너 MC
- 2006년 YDS Star 장근석의 tu4u DJ
- 2006년 SBS TV 박스오피스 MC
- 2006년 2006 미스태극전사 선발대회
- 2006년 2006 투니버스데이 4대 천왕쇼
- 2006년 2006 코리아 드라마 페스티벌 The Star
- 2007년 Mnet 추적! X-BOYFRIEND MC
- 2007년 SBS 인기가요 MC (with 김희철)
- 2008년 MBC ESPN Go To Extreme Season 2 MC
- 2008년 Mnet 20's choice MC
- 2008년 서태지심포니 오프닝 MC
- 2009년 멜론 뮤직 어워드 MC
- 2009년 SBS 연기대상 MC (with 문근영, 박선영 아나운서)
- 2016년 Mnet PRODUCE 101 MC
- 2016년 tvN 내 귀에 캔디

## 홍보대사
- 2006년 해외 인터넷 청년 봉사단 홍보대사[1]
- 2008년 학점은행제 홍보대사
- 2009년 대한적십자사 홍보대사
- 2009년 학생안전통합시스템 카운슬러 위촉
- 2009년 대한적십자사 홍보대사
- 2010년 민선5기 서울시 홍보대사
- 2010년 한국 관광 서포터즈 연예인 대표
- 2010년 서울특별시 홍보대사
- 2011년 제2차 핵안보 정상회의 홍보대사
- 2018년 평창동계올림픽 홍보대사

## 음악 활동
- 2004년 〈Let's Get Down (Feat. 주석)〉 - 논스톱 4 OST
- 2007년 〈터질거야〉, 〈한동안 뜸했었지〉, 〈불놀이야〉, 〈즐거운 인생〉 (활화산 밴드) - 즐거운 인생 OST
- 2008년 〈Black Engine〉 - Etude 광고노래
- 2008년 〈들리나요 Part 2〉 - 베토벤 바이러스 OST
- 2008년 〈Wee Band / Wee Song (with 손호영 & 팀)〉 - 교육과학기술부 Wee Project
- 2009년 〈터치홀릭 (옙틱 & 햅틱 러브)〉 - 옙틱 & 햅팁 러브 광고노래
- 2009년 〈Just Drag〉 - Yepp 아몰레드 M1 광고노래
- 2009년 〈Good Bye〉, 〈말도없이〉, 〈약속〉, 〈여전히〉, 〈어떡하죠〉 - 미남이시네요 OST
- 2010년 〈Magic Drag (With 효린 of Sistar)〉 - Yepp 광고노래
- 2010년 〈꿈, 날개를달다〉 - 서울시 사랑 나눔 프로젝트
- 2010년 〈부탁해 My Bus!〉, 〈Hello Hello〉, 〈My Precious〉, 〈I Will Promise You〉 - 매리는 외박중 OST
- 2011년 〈Let Me Cry〉, 〈Bye Bye Bye〉, 〈Oh My Darling!〉 - Let Me Cry (Initial Ver.)
- 2011년 (싱글)〈VICTORY〉, 〈GOTTA GETCHA〉, 〈Shake it〉, 〈Run Away〉 - THE LOUNGE H VOL.1
- 2011년 〈키워봐쏭〉, 〈너만보여〉, 〈Oh My Lady〉, 〈Mandy〉 - 너는 펫 OST
- 2012년 (미니앨범)〈Lounge H The first impression〉
- 2012년 〈사랑비〉 - 사랑비 OST
- 2012년 〈200miles〉, 〈Crazy Crazy Crazy〉 - Just Crazy - 페어리 테일: 봉황의 무녀 OP
- 2013년 〈Nature Boy〉,〈Love is black hole〉,〈Poison〉,〈Indian Summer〉- Nature Boy[2]

## 출연 광고

### 국내
| 기업명       | 브랜드명(종류)    | 기업명       | 브랜드명(종류)            |
| ------------ | ----------------- | ------------ | ------------------------- |
| 호텔롯데     | 롯데면세점        | 코데즈컴바인 | 코데즈컴바인 하이커(의류) |
| 삼성전자     | 뮤직플레이어 옙   | 삼성전자     | 삼성 갤럭시 플레이어      |
| 매일유업     | 카페라떼          | 해태제과     | 뷰티스타일                |
| 캠브리지     | 더수트하우스      | SK텔레콤     | TTL                       |
| 동서식품     | 맥심카페          | SH공사       | 가든파이브                |
| 롯데제과     | 칙촉              | SK텔레콤     | T데이터존프리요금제       |
| EXR          | EXR(스포츠의류)   | 아모레퍼시픽 | 에뛰드 하우스 블랙엔진    |
| 아모레퍼시픽 | 에뛰드하우스      | 지오다노     | 지오다노(의류)            |
| SK텔레콤     | SK텔레콤 ting     | 스쿨룩스     | 스쿨룩스(학생복)          |
| 동서식품     | 켈로그 콘프레이크 | 매일유업     | 매일우유                  |
| 동아그룹     | 동아그룹 기업PR   | LG패션       | 제이코시(아동복)          |

그외 출연 광고
- 대교방송
- 현대종합건설
- 삼립식품
- 쌍방울 아동속옷
- 윤선생영어교실
- 네버스포츠 카탈로그
- 오뚜기식품

### 해외
| 기업명                                       | 브랜드명(종류)               | 기업명               | 브랜드명(종류)                 |
| -------------------------------------------- | ---------------------------- | -------------------- | ------------------------------ |
| 일본 스카이퍼펙트 커뮤니케이션 JSAT 주식회사 | 스카이퍼펙트 커뮤니케이션 TV | 중국 통일기업        | 통일과즙음료                   |
| 일본 돗판 인쇄                               | Shufoo!(전자광고지)          | 일본 TBC 그룹        | 도쿄뷰티센터 TBC(미용전문기업) |
| 일본 롯데제과                                | 아쿠오 껌                    | 중국 Zegda           | Zegda(런닝화)                  |
| 태국 OSOTSPA                                 | OLE' Beauty Winky Eye(캔디)  | 일본 네이처 리퍼블릭 | 네이처 리퍼블릭(화장품)        |
| 일본 산토리음료                              | 서울막걸리                   | 일본 로손            | 로손(편의점)                   |
| 일본 롯데제과                                | 샤롯데 초코릿                |                      |                                |

## 수상 경력
- 1994년 전국 무궁화 예쁜 어린이 선발대회 대상
- 2005년 SBS 라디오 DJ부문 특별 표창장 (장근석의 영스트리트)
- 2006년 KBS 연기대상 베스트 커플상 (황진이)
- 2007년 제10회 디렉터스 컷 시상식 올해의 신인연기자상 (즐거운 인생)
- 2008년 제44회 백상예술대상 영화부문 남자 신인 연기상 (즐거운 인생)
- 2008년 MBC 연기대상 신인상 (베토벤 바이러스)
- 2008년 KBS 연기대상 인기상 (쾌도 홍길동)
- 2009년 Click your Dream 전국 대학생 동영상콘텐츠 공모전 은상
- 2009년 SBS 연기대상 10대 스타상 (미남이시네요)
- 2009년 SBS 연기대상 네티즌 최고인기상 (미남이시네요)
- 2010년 제46회 백상예술대상 하이원리조트 영화부문 남자 인기상 (이태원살인사건)
- 2010년 KBS 연기대상 베스트 커플상, 해외 네티즌상 (매리는 외박 중)
- 2010년 야후 아시아 버즈 어워드 남자부문 1위, 아시아부문 1위
- 2011년 제15회 CMA & 아시안 인플루엔셜 어워드 아시아에서 가장 영향력있는 한국아티스트상
- 2011년 제2회 대한민국 대중문화예술상 문화체육관광부장관표창
- 2011년 제3회 아시아 주얼리 어워드 월드스타상
- 2011년 제19회 대한민국 문화연예대상 한류스타대상
- 2012년 제26회 일본 골드디스크상 베스트 3 뉴아티스트상
- 2012년 밝은사회클럽 세계평화봉사대상 연예인봉사부문
- 2012년 IFPI 홍콩 음반 판매 대상 베스트셀러 한일 음악상
- 2012년 제48회 백상예술대상 영화부문 남자 인기상 (너는펫)
- 2012년 쇼트쇼트 필름 페스티벌 & 아시아 특별상
- 2013년 제27회 일본 골드디스크상 베스트 3 앨범상 (Just Crazy)
- 2016년 SBS 연기대상 장편드라마 부문 남자 최우수 연기상 (대박)
- 2016년 SBS 연기대상 10대 스타상 (대박)